# Dytiscus circumcinctus
Dytiscus circumcinctus es una especie de escarabajo del género Dytiscus, familia Dytiscidae. Fue descrita científicamente por Ahrens en 1811.

## Distribución geográfica
Habita en Europa, el norte de Asia (excluyendo China) y Norteamérica.